# Терлемезян, Фанос Погосович
Фано́с Пого́сович Терлемезя́н (арм. Փանոս Թերլեմեզյան; 3 марта 1865, Ван — 30 апреля 1941, Ереван, Армения) — армянский художник, Народный художник Армянской ССР (1935). Один из лидеров самообороны Вана в 1915 году.

## Биография
Учился в школе общества поощрения художеств в Петербурге (1895—1897) и в Академии Жюлиана в Париже (1899—1904). В 1913 году на Международной художественной выставке в Мюнхене художник был награждён золотой медалью за картину «Притвор Санаинского монастыря» (1904).
Народный художник Армянской ССР (1935). Заслуженный художник Армянской ССР (23.04.1931). Кавалер ордена Трудового Красного Знамени (04.11.1939 — «за выдающиеся заслуги в деле развития армянского театрального и музыкального искусства»).

## Память
Имя Терлемезяна носит художественное училище в Ереване.

## Галерея

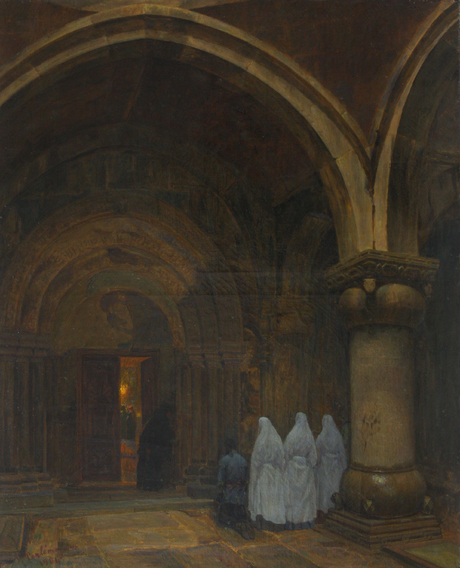
«Гавит Санаинского монастыря», 1904
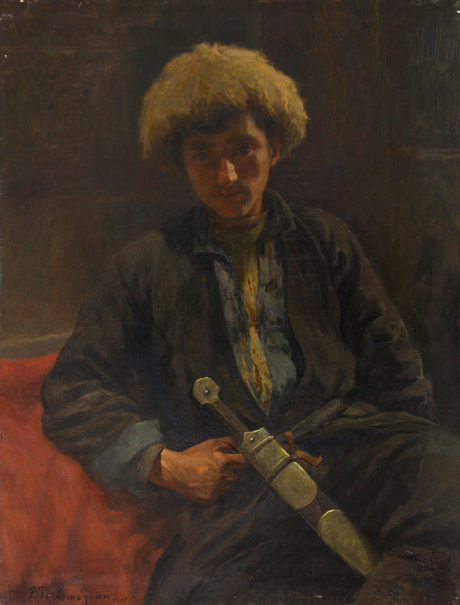
«Лорийский пастух», 1905
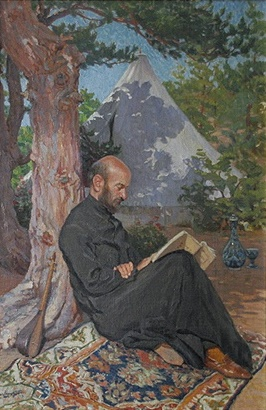
«Портрет Комитаса», 1913
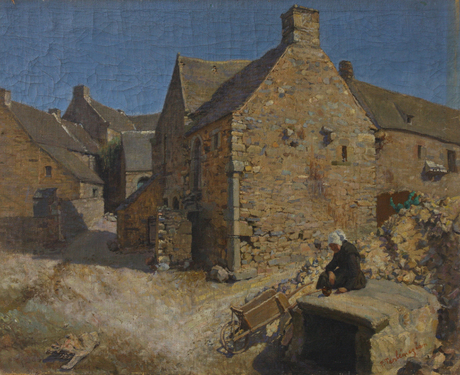
«Женщина у источника. Бретань», 1900
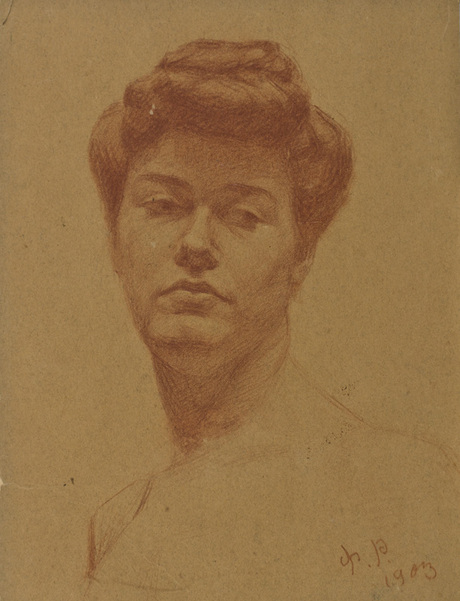
«Женская модель. Париж», 1903
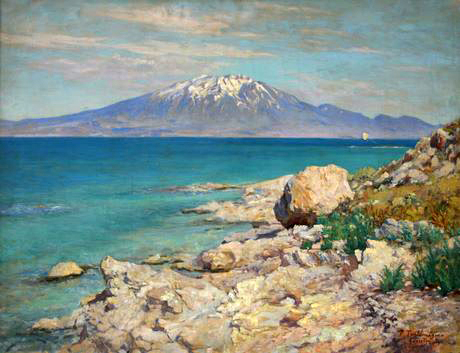
«Вид озера Ван и горы Сипан с острова Ктуц», 1915
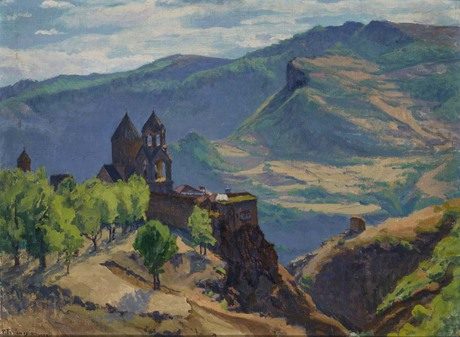
«Монастырь Татев», 1929